# Sambuugiin Serchmaa
Sambuugiin Serchmaa (mongol : ᠰᠠᠮᠪᠤᠤᠬᠦᠨ
ᠰᠡᠷᠴᠢᠮ ᠠ, VPMC : sambuuqün serqima, cyrillique : Самбуугийн Сэрчмаа, MNS : Sambuugiin Serchmaa), généralement appelée en Mongol, Serchmaa (mongol : ᠰᠡᠷᠴᠢᠮ ᠠ, cyrillique : Сэрчмаа), en chinois simplifié : 斯日其玛 ; chinois traditionnel : 斯日其瑪 ; pinyin : sīrìqímǎ, et en anglais Sally, née en 1982 à Oulan-Bator est une chanteuse populaire mongole de Mongolie, chantant de la musique pop et de la musique folklorique traditionnelle.
Elle est également connue dans différents pays d'Europe. Elle est présentée par l'ambassade de Mongolie à Singapour comme un des exemples, parmi d'autres de l'intégration dans la musique mondiale des artistes mongoles

## Biographie
Née en 1982 à Oulan-Bator, elle commence le violon à l'âge de 6 ans. Elle s'est ensuite davantage orientée vers le chant.
Elle est diplômée de l'Université nationale de Mongolie.
Serchmaa s'est mariée avec un homme d'affaires de Mongolie-Intérieure, ce qui a provoqué des rumeurs en Mongolie

## Musicographie
- Eejiin Buuvein duu (Ээжийн бүүвэйн дуу)
- Khairyn Tenger (Хайрын тэнгэр)
- Nadad itgeech khairt mini (Надад итгээч хайрт минь)
- Setgel Buruugüi (Сэтгэл Буруугүй)
- Gantskhan chiniikh (Ганцхан чинийх)
- Shine Jil Irlee (Шинэ жил ирлээ)

### Discographie
- Ганцхан чинийх (Gantskhan chiniikh, 2001)
- Sally-1 (2003)
- Sally-2 (2005)
- Хайраасаа асууя (Hairaasaa asuuya, 2007)
- Making me crazy (2008)
- Цагаан Сүүний Домог (Tsagaan Suunii Domog, 2008)